# Ganzendries (Lokeren)
Ganzendries is een gehucht in de Belgische stad Lokeren, gelegen in de stad en haar deelgemeenten Daknam en Eksaarde.

## Geschiedenis
Het gehucht Ganzendries is historisch opgetekend op de Ferrariskaart, waar het samen met Zeveneekskens wordt aangeduid als "Den Gansendries". Gelegen in een landelijke omgeving, vertegenwoordigde het gehucht destijds een aanzienlijk grote verzameling van aan elkaar verbonden straatdorpen. Een opvallende eigenschap van het toenmalige Ganzendries was een centraal gelegen kruispunt, waar vier straten samenkomen en een soort rondpunt vormden, gekenmerkt door een centrale kapel.
In de loop van de 20e eeuw onderging het Ganzendries een ingrijpende transformatie. Het karakteristieke rondpunt met de kapel verdween grotendeels als gevolg van de rechtlijnige aanleg van de Eksaardebaan, die werd aangepast tot een snelle verbindingsweg tussen Lokeren en Eksaarde. Deze moderniseringsinspanningen resulteerden in de aanpassing van het oorspronkelijke stratenpatroon en leidden tot de verdwijning van het historische rondpunt.
Tegenwoordig wordt de naam Ganzendries voornamelijk geassocieerd met een gehucht dat zich langs de Eksaardebaan (N433) bevindt. Dit gehucht omvat de Sijpstraat en de Schuifelstraat die allebei op de N433 samenkomen.

## Ligging
Ganzendries is een landelijke locatie die zich uitstrekt over de deelgemeenten Lokeren, Daknam en Eksaarde, die allemaal behoren tot de stad Lokeren in België. Geografisch gezien is Ganzendries gelegen op de verbindingsweg tussen Lokeren en Eksaarde. Dit landelijke gebied ligt specifiek tussen de nabijgelegen gehuchten Bautschoot en Zeveneekskens en de wijk Puttenen. Het is ook gunstig gelegen ten opzichte van het dorpscentrum van de deelgemeente Daknam.
Deelgemeenten: Daknam · Eksaarde · Lokeren · Moerbeke

Dorpen: Doorslaar · Heiende · Koewacht · Kruisstraat · Oudenbos

Gehuchten: Brandbezen · Bautschoot · Briel · Calaigne · Caudenborm · De Katte · Den Oever · Duivekeet · Eksaardedam · Everslaar · Fortuine · Ganzendries · Lammeken · Heydensveer · Hillare · Hul · Keerken · Keersmakers · Molenhoek · Molsbergen · Naastveld ·  Nieuwpoort · Oosteindeke · Pereboom · Rijssel · Rode Sluis · Scheepken · Staakte · Stenenbrug · Terwest · Turfakkers · Veldeken · Vogelzang · Vossel · Werkstede · Westhoek · Zeveneekskens · Zwarte Sluis

Wijken: Bergendries · Bokslaar · Bloemenwijk · De Kop · Flamigantenwijk · Ledehof · Heirbrug · Lokeren-Zuid · Puttenen · Rozen · Schrijverswijk · Spoele · Stationswijk · Vogelkwijk

Buurten: Kouter · Oude Brug · 't Zand

Belgische gemeenten · Arrondissement Sint-Niklaas · Oost-Vlaanderen · Vlaanderen